# Kosteröarna
Kosteröarna, eller bara Koster, är en svensk ögrupp i Tjärnö socken i Strömstads kommun belägen strax utanför Strömstad i norra Bohuslän på Sveriges västkust, nära Oslofjorden. Den består av de två öarna Nord- och Sydkoster, vilka skiljs åt av ett smalt sund. Utanför ligger en mängd skär och holmar. Koster är Sveriges västligaste bebodda plats; antalet året runt-boende uppgår till drygt 300 personer, varav majoriteten är bosatta på Sydkoster. Öarna tillhör Strömstads kommun, och skiljs från fastlandet av Kosterfjorden. Stora delar av öarna är naturreservat, men en liten del av Sydkoster ingår istället i Kosterhavets nationalpark, som annars innefattar det omgivande vattnet och de mindre öarna. De äldsta spåren av människor på öarna är från övergången mellan yngre stenålder och äldre bronsålder. Fisket, i synnerhet räkfisket, som inleddes i början av 1900-talet, var länge huvudnäringen på Koster, men under de senare åren har fisket fått en allt mer undanskymd roll och numera är turismen den viktigaste näringen. Ögruppen är ett populärt turistmål för huvudsakligen svenskar och norrmän, och nås med passagerarfärjor från Strömstad.

## Geografi

### Läge
Kosteröarna är belägna nära den norska gränsen, cirka tio kilometer sydväst om Strömstad på den svenska västkusten. De skiljs från fastlandet av västkustens djupaste havsområde, Kosterfjorden. Utanför Kosteröarna finns många små kobbar och skär, som tillsammans med Nord- och Sydkoster bildar Kosterarkipelagen. Det innefattar också Ramsö, Hamneholmen och fyrplatsen Ursholmen, som är Sveriges västligaste bebyggda plats. Ursholmen var tidigare även landets västligaste plats med en bofast befolkning, men sedan fyrarna automatiserades och ön avfolkades 1965 har Kosteröarna tagit över den titeln. Nordväst om Kosteröarna ligger skäret Stora Drammen, Sveriges västligaste punkt.

### Landskapet

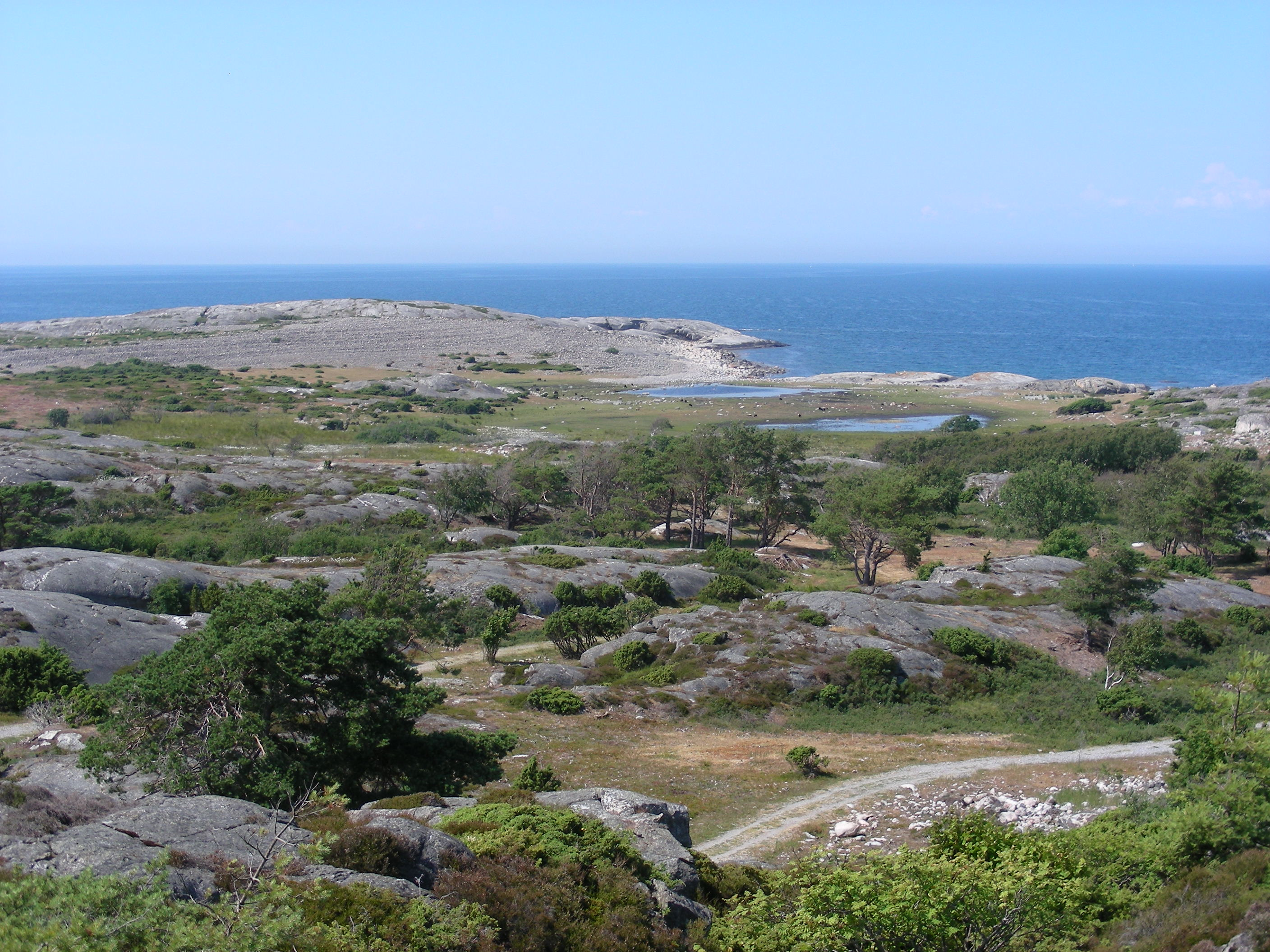
Klapperstensvallar på Nordkoster.

Sydkoster har en area på åtta kvadratkilometer, dubbelt så stort som grannön Nordkoster. Kostersundet, som är cirka 2 kilometer långt, skiljer de båda öarna åt. Västerifrån fram till färjeläget är sundet relativt smalt med en bredd på 100–150 meter, men vidgar sig därefter till en bredd på 250–300 meter. Rännan i de centrala delarna av sundet har ett djup på mellan 5 och 7 meter.
Öarna utgörs av ett antal bergryggar, där Kosterbonden (58,8 meter över havet), Valfjället (ca 45 m ö.h.) och Ramnefjäll (42 m ö.h.) är de högsta topparna. Mellan bergen ligger flacka sedimentområden, som tidigare var havsvikar där sand och lera avlagrades. Dessa områden har med tiden torrlagts genom landhöjningen. Landskapet är varierande; Nordkoster är en relativt karg ö, och består till stora delar av hällmarker, ljung- och buskhedar, till skillnad mot Sydkoster som är lummigare med inslag av åker- och ängsmarker samt mycket lövskog. Huvuddelen av skogen är dock av sent datum; en fotokarta från 1936 visar att skogsliknande vegetation vid den tiden endast fanns inom Ekenäsområdet på Sydkoster och där bara i fragmentarisk form. Stora områden som i dag är täckta av tall-, gran- och björkskog var alltså vid mitten av 1930-talet mer eller mindre trädfria. Som exempel kan nämnas områdena söder och väster om Valfjället, norr om Breviks fiskehamn, söder om nedre Kile, väster om Kyrkesund, söder om Hillerhamnen, norr om Hotell Milton och Vättnet samt kring bukten innanför Korsholmen. På öarna finns också klapperstensfält och sandstränder vid vattnet. På båda öarna finns en tydlig kontrast mellan de inre lummigare områdena och de yttre, mer karga delarna närmare vattnet.

### Klimat
|                 | Jan  | Feb  | Mar | Apr | Maj  | Jun  | Jul  | Aug  | Sep  | Okt | Nov | Dec  |  | År  |
| --------------- | ---- | ---- | --- | --- | ---- | ---- | ---- | ---- | ---- | --- | --- | ---- |  | --- |
| Medeltemp. (°C) | -2.1 | -1.7 | 0.4 | 4.6 | 10.4 | 14.8 | 16.3 | 15.8 | 12.2 | 8.1 | 3.3 | -0.1 |  | 6.8 |
|                 |      |      |     |     |      |      |      |      |      |     |     |      |  |     |
| Nederbörd (mm)  | 48   | 32   | 40  | 40  | 43   | 49   | 46   | 65   | 68   | 80  | 69  | 47   |  | 627 |
| Källa: SMHI     |      |      |     |     |      |      |      |      |      |     |     |      |  |     |

## Flora och fauna
På nordöstra Sydkoster finns gott om lövskog, med bland annat alm, ask, asp, ek, lind, lönn och högvuxen hassel.

## Etymologi
Man vet inte med säkerhet vad ögruppen har fått sitt namn från. En teori är att namnet Koster kommer av det fornnordiska kostir, som kan översättas med matplatserna, som troligen syftar på det rika fisket kring Kosteröarna.

## Historia
De äldsta spåren av bosättningar på Kosteröarna finns på Nordkoster, och är troligen från övergången mellan yngre stenålder och äldre bronsålder, cirka 1500 år före Kristus. På Sydkoster har man hittat lämningar från bronsåldern, daterade till cirka 800 år före Kristus. Spåren tyder på att människorna då försörjde sig på jakt och fiske.
Under lång tid tillhörde Bohuslän Oslo stift och Koster löd under det norska klostret Gimsöy, dit man betalade skatt i form av jordbruksprodukter. 1388 lät Biskop Eystein i Oslo upprätta en jordebok över allt vad kyrkan i hans stift ägde, nämligen den ”Röda Boken”. Där finns de första nedskrivna uppgifterna om en bofast befolkning på Koster, vilka berättar att det fanns sju gårdar på öarna; sex på Sydkoster och en på Nordkoster. Koster var under denna tid ett jordbrukssamhälle, där människorna odlade säd och grönsaker på åkrarna, hämtade ved och virke ur skogen, och ängar och utmarker gav boskapen föda. Bostäderna byggdes på mark som ur odlingssynpunkt ansågs mindre värdefull, och på platser vid vattnet som var skyddade mot sjögång började befolkningen bygga sjöbodar. Öarna blev svenska i samband med freden i Roskilde 1658, och kom då i statens ägo. Statens ekonomi var dålig på grund av alla krig; när kosterborna ville köpa fri sin mark var staten därför försäljningsvillig, och 1741 friköptes marken.
Ögruppens befolkning lärde sig tidigt att ta vara på havets tillgångar. Under 1600- och 1700-talet fiskades hummer som köptes av handelsmän, så kallade "hummerkoggare", från andra europeiska länder, bland annat Belgien och Nederländerna. Hummerkoggarna transporterade levande hummer i vattenbassänger på båtarna. En annan handelsvara var ostron, som skrapades upp från bottnarna och sumpades i väntan på uppköparna.

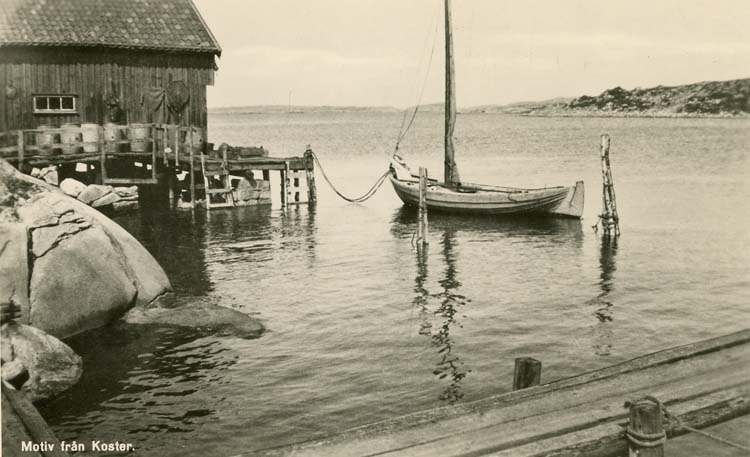
En segelbåt förtöjd vid en brygga på Sydkoster någon gång kring 1940-talet.

I mitten av 1700-talet uppgick den mantalsskrivna befolkningen på Kosteröarna till drygt 50 personer. I denna siffra ingår inte heller alla de drängar och pigor som arbetade på Koster men hade sina hem på andra platser. Till befolkningen räknades lotsar och tullare. Lotsarna levde på att ta avgifter från anlöpande och avseglande fartyg på väg till eller från i huvudsak norska hamnar, medan tullarna hade fast lön. Vid denna tid kom också stora mängder sill till den svenska västkusten, vilket innebar en ökande befolkning på öarna. Områdena kring Kostersundet, Vettnet på Nordkoster, och östra Sydkoster började bebyggas.

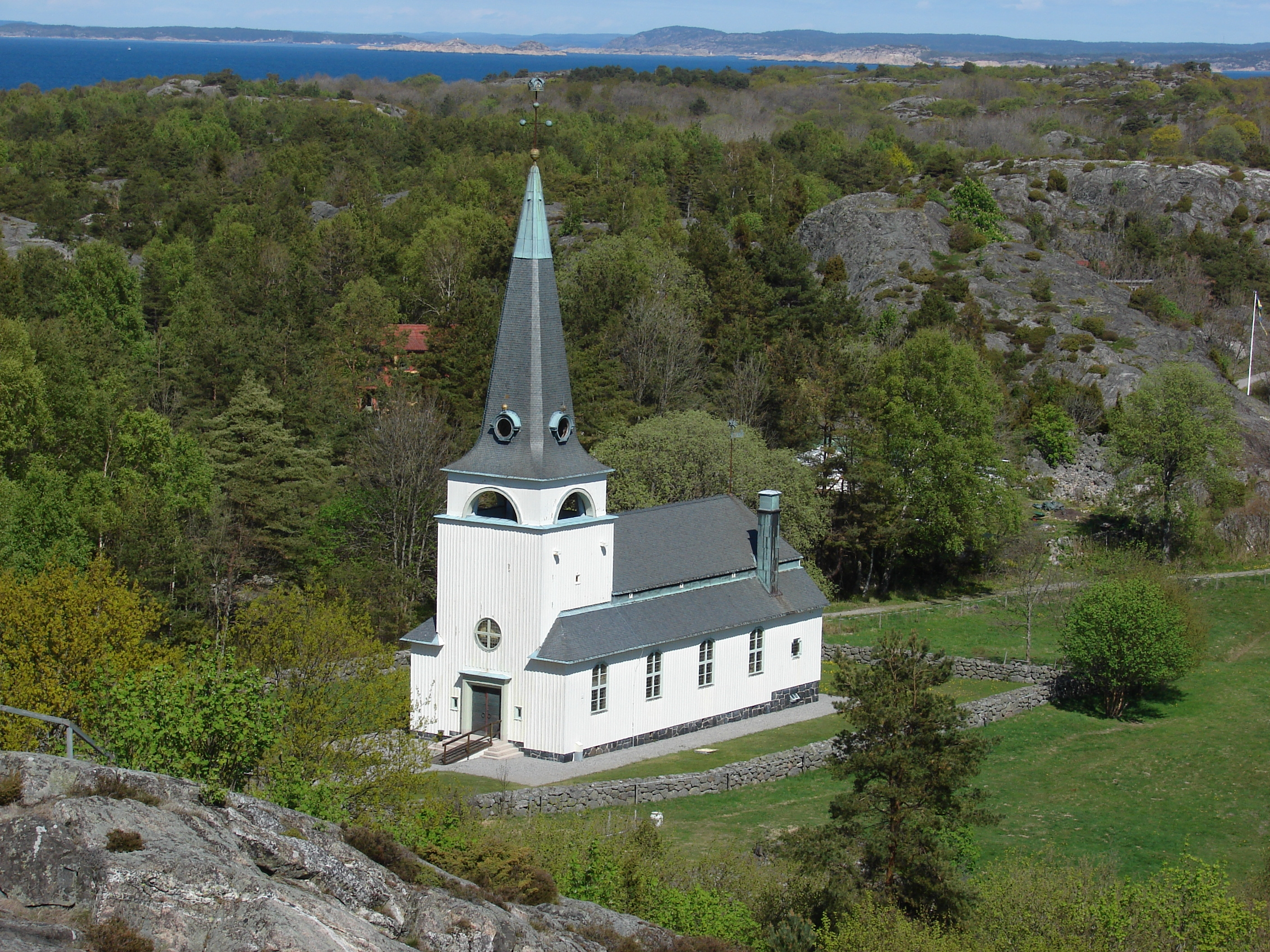
Kosters kyrka sedd från Valfjället.

Kosters två fyrtorn byggdes 1849 på berget Kosterbonden på Nordkoster. Fyrarna visade sig dock ligga för högt ovanför vattenytan och ljuset från fyrarna försvann uppe i snö, regn och dimma när vädret var besvärligt. Fyrarna släcktes därför ner 1891 och ersattes av ett nytt par på Ursholmen. Nordkosters norra fyrtorn tändes dock på nytt i februari 2001.
Under 1800-talet bedrevs fisket med enkla båtar och fiskenät eller landvad, ett förhållandevis litet redskap som läggs ut i en halvcirkel för att sedan dras in från land. Hummerfisket bedrevs med tinor. Runt sekelskiftet 1900 ersattes dessa redskap med motorbåtar och snörpvadar, vilket ledde till ett större beroende av fisket. Under denna tid bestod fisket främst av ett småskaligt blandfiske, som varierade efter säsong. På vintern dominerade backefisket efter torsk, kolja, plattfisk och vitling. Under vår och sommar fiskade man makrill och ål och på hösten hummer. Det idag viktigaste fisket, det efter räka med bottentrål, började i Kosterfjorden 1903, och som mest fanns det under 1930-talet 30 räkfiskebåtar på öarna. Vid 1900-talets början hade befolkningen tiodubblats sedan mitten av 1700-talet, och Koster hade runt 500 invånare. Gårdarna sköttes av kvinnor och barn, medan männen var ute och fiskade och ibland hjälpte till med jordbruket.
Den hittills kraftigaste jordbävningen i Sverige i modern tid, Oslofjordskalvet, inträffade den 23 oktober 1904 och hade sitt epicentrum under havsbottnen utanför Kosteröarna. Skalvet uppmättes till 5,4 på richterskalan.
Kosters kyrka uppfördes 1938–1939 efter ritningar av slottsarkitekt Knut Nordenskjöld. Byggnaden har en stomme av trä och i väster finns ett kyrktorn med hög tornspira som kröns med kors och krona.

## Befolkning
I slutet av 2008 uppgick antalet mantalsskrivna på Koster till 335 personer, varav 217 (64 %) på Sydkoster och resterande 118 (36 %) på Nordkoster.[A] Flera av dessa hade norskt medborgarskap. Utvecklingen av antalet året runt-boende på öarna har varierat, men sedan 1990, då ögruppen hade nära 400 bofasta, kan en minskningstendens tydas. Denna minskning har varit särskilt uttalad på Nordkoster. Samtidigt ökar dock antalet fritids- och delårsboenden. Det beror på att de flesta befintliga helårsbostäder övergår till fritidsanvändning vid försäljning, och att många nyproducerade bostadshus blir fritidshus från början. Antalet boende i enskilt ägda fritidshus bedömdes år 2000 vara cirka 500 på Nordkoster och runt 700 på Sydkoster, vilket betyder att de delårs-/ fritidsboende är cirka tre gånger så många som de bofasta. Denna trend har förstärkts sedan år 2000.

## Näringsliv
Traditionellt har fisket varit den viktigaste försörjningskällan på öarna. Under 1950- och 1960-talet fanns det stora flottor med fiskebåtar, men antalet minskade dramatiskt under 1970-talet, och idag är turismen den ledande näringsgrenen. Under sommartid besöks Koster av runt 90 000 turister, huvudsakligen från Sverige och Norge. Fisket har dock inte försvunnit helt, bland annat är idag skaldjursfisket viktigt för Kosteröarna.

## Kommunikationer

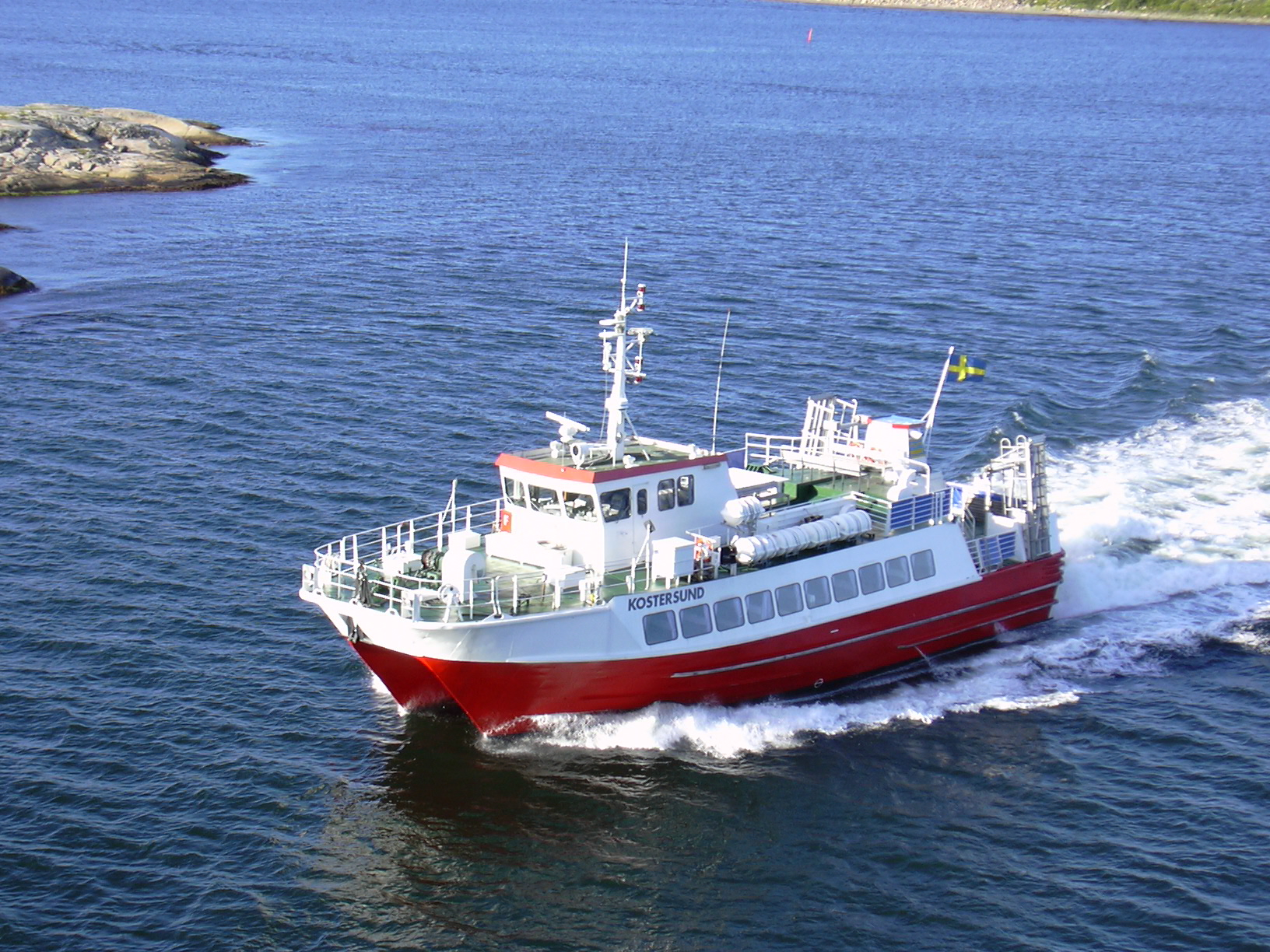
Kostersund, en av de färjor som trafikerar sträckan Strömstad-Koster. Fartyget på bilden har dock ersatts av ett nyare med samma namn, även det en katamaran.

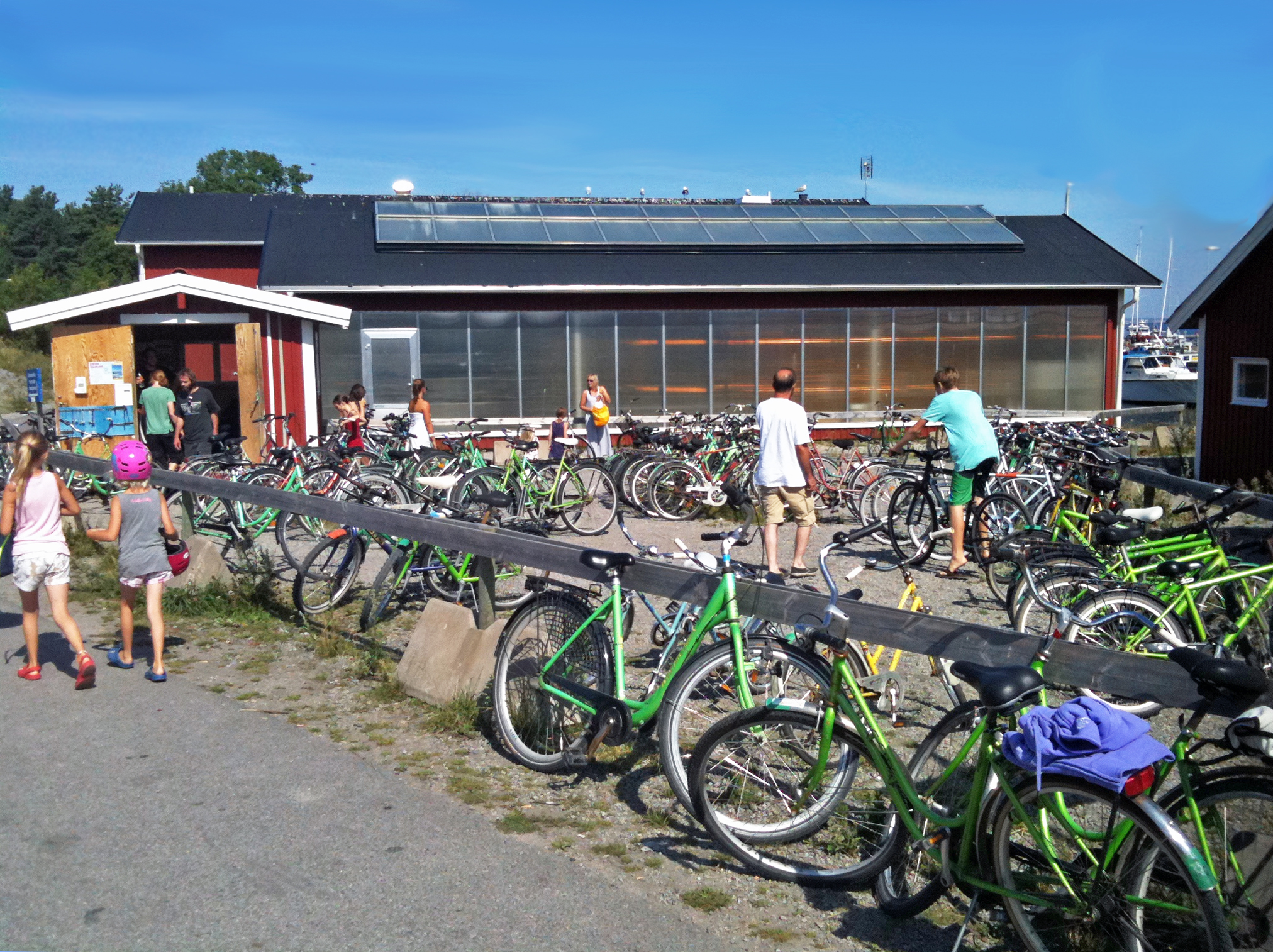
Att cykla är ett populärt sätt att ta sig fram på öarna. Här syns cykeluthyrningen vid Ekenäs på Sydkoster.

### Färjetrafik
I gamla tider fanns ingen fast trafik mellan Strömstad och Koster, och öborna reste med egna båtar till ön. Den första turlistan som redovisar passagerartrafik till/från Koster är funnen i ett exemplar av tidningen Norra Bohuslän där kustångaren Strömstad har ett utsatt stopp på en icke namngiven brygga på Koster under 1890-talet. Detta var dock ingen fast tur mellan Koster och Strömstad, utan ett stopp på fartygets resa mellan Grebbestad och Strömstad. Det dröjde fram till efter första världskriget innan det gjordes försök att öppna reguljära förbindelser mellan Koster och fastlandet, då diverse fiske- och ångbåtar körde turer till ön. Under mitten av 1920-talet började en man vid namn Nils Andersson köra regelbundna turer från Koster till Stömstad på tisdagar, torsdagar och lördagar. Han köpte in nya fartyg och under 1930-talet började passagerarbåtstrafiken till Kosteröarna öka på allvar. Trafiken utvecklades och i början av 1960-talet fanns 13 avgångar dagligen till öarna. 1989 tog Koster Marin, på uppdrag av Västtrafik, över året runt-trafiken till Koster. 2011 har rederiet tre katamaraner: Kostervåg, Kostersund och Kosterfjord, som dagligen avgår från Norra Hamnen i Strömstad till olika tilläggningsplatser på öarna. Tilläggsplatserna på Sydkoster är Långegärde vid Kostersundet, Ekenäs och Kilesand, och på Nordkoster Vettnet och Västra bryggan vid Kostersundet.
I december 2003 invigdes linfärjan Kosterlänken, som går i Kostersundet mellan Nord- och Sydkoster. Färjan har underlättat väsentligt för bofasta och besökande på Koster att ta sig mellan öarna. Färjan kan ta upp till 12 personer samtidigt, och kan även transportera mindre fordon som flakmopeder, fyrhjulingar och släp. Under sommaren är linfärjan bemannad, men under vintern får boende med certifikat på öarna köra färjan själva.

### Transport på öarna
De vanligaste sätten att ta sig fram på Koster är till fots, på cykel eller med de för öarna så typiska flakmopederna. På sydön, där transportsträckorna är längre, finns under sommaren uthyrning av cyklar, samt ett fåtal golfbilar, på alla tre bryggor. Öarna sägs ibland vara bilfria, vilket är en sanning med viss modifikation; privatbilism är förbjudet, men elbilar samt traktorer och andra arbetsfordon förekommer. Nordkosters Vägförening ga:2 förvaltar vägnätet på nordön, som är cirka 5 kilometer långt och enbart består av grusväg. Föreningen har beslutat att all fordonstrafik, förutom två- och trehjuliga mopeder, ska vara förbjuden, och endast fordon med tillstånd får framföras på vägarna. På Sydkoster är vägsystemet mer omfattande och delvis asfalterat. Vägen från Långegärde Brygga till Kyrkosund och den mellan Krysset på centrala delen av ön och Ekenäs drivs och underhålls av Vägverket. Under år 2015 övergick dock vägarna till att bli enskilda, d.v.s. de förvaltas av en vägförening, som erhåller visst bidrag från Trafikverket för underhållet. Vägnätet på Kosteröarna är dock bitvis av relativt dålig kvalitet och underhållet nedsatt.

## Skydd

### Naturreservat
Sedan lång tid tillbaka har öarna tilldragit sig intresse av naturskydd. Under åren 1973-75 utförde Strömstads kommun grundläggande markanvändningsstudier för Kosteröarna, vilket resulterade i en områdesplan. I denna plan ingick ett förslag om att göra delar av öarna till naturreservat, något som blev verklighet 1984. Med undantag för den samlade bebyggelsen ingår öarna och omgivande vattenområden i naturreservatet med samma namn. Större delen av reservatet ingår i EU-nätverket Natura 2000.

### Kosterhavets nationalpark

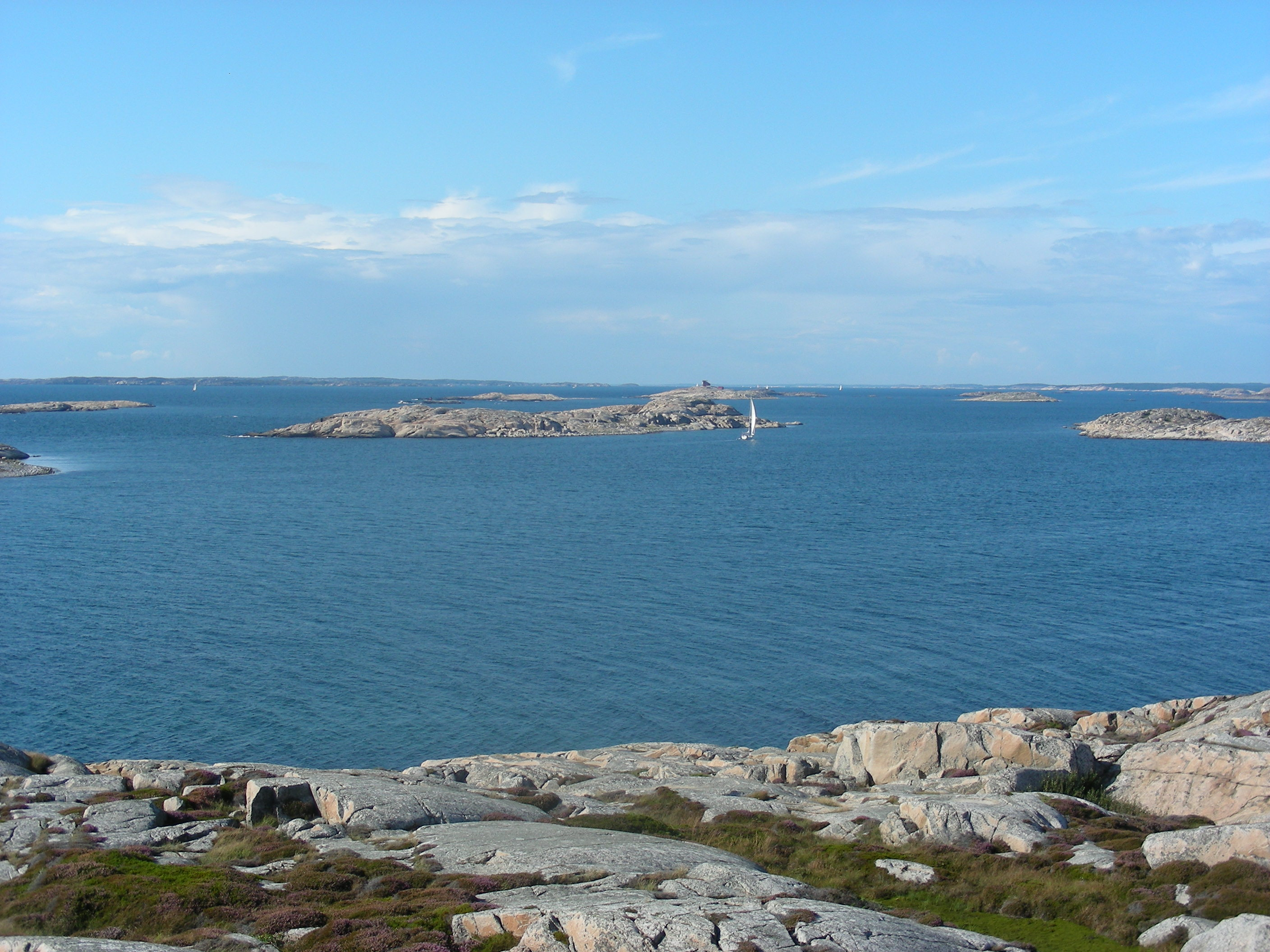
En del av Kosterhavet, Sveriges första marina nationalpark.

En liten del av Sydkoster samt arkipelagen och vattnet utanför Kosteröarna ingår i Kosterhavets nationalpark, som sträcker sig från den norska gränsen i norr till vattnen utanför Grebbestad i söder. Parken omfattar nästan 400 kvadratkilometer, varav runt 98 procent är marina miljöer. I Kosterhavet finns 6000 marina arter, varav cirka 300 av dem är sådana som inte har hittats någon annanstans i Sverige. Syftet med parken är att skydda dessa arter, och bevara området i väsentligen oförändrat skick. Inom Kosterhavets nationalpark gäller därför särskilda regler. Det är bland annat förbjudet att jaga, göra upp eld annat än på anvisade platser, och att införa för området främmande arter eller populationer. Parken gränsar till den norska nationalparken Ytre Hvaler, och tillsammans utgör de ett nästan 800 kvadratkilometer stort marint skyddsområde. Kosterhavet blev Sveriges första marina nationalpark när den invigdes den 9 september 2009 av Sveriges konung Carl XVI Gustaf vid Basteviken på Nordkoster. Även den norske kronprinsregenten deltog senare under invigningsceremonin i Strömstad, för att markera samhörigheten med Ytre Hvaler nationalpark.

## Koster i populärkultur
En känd sång med referenser till Kosteröarna är Kostervalsen, med musik av David Hellström och text av Göran Svenning. Låten skrevs redan under 1900-talets första år. Det finns också musik från betydligt senare tid och i en helt annan stil med referenser till öarna. I låten An Eluardian Instance, på 2008 års album Skeletal Lamping av den amerikanska indiepopgruppen of Montreal, finns textrader som berättar om upplevelser på Kosteröarna. Rapparen Petter har Koster som återkommande motiv i sin konstnärliga gärning. På hans andra album Bananrepubliken (1999) finns låten ”En liten snubbe”. År 2020 släppte Petter boken ”Min plats på jorden: Koster”. Eldkvarns sångare och låtskrivare Plura Jonsson har tillbringat mycket tid på Sydkoster på 2000-talet, vilket bland annat resulterat i låten Sång från Koster, från skivan De berömdas aveny. Inspiration från Koster märks även i låtar som Blues för Bodil Malmsten och Svart blogg från skivan Svart blogg.

## Galleri

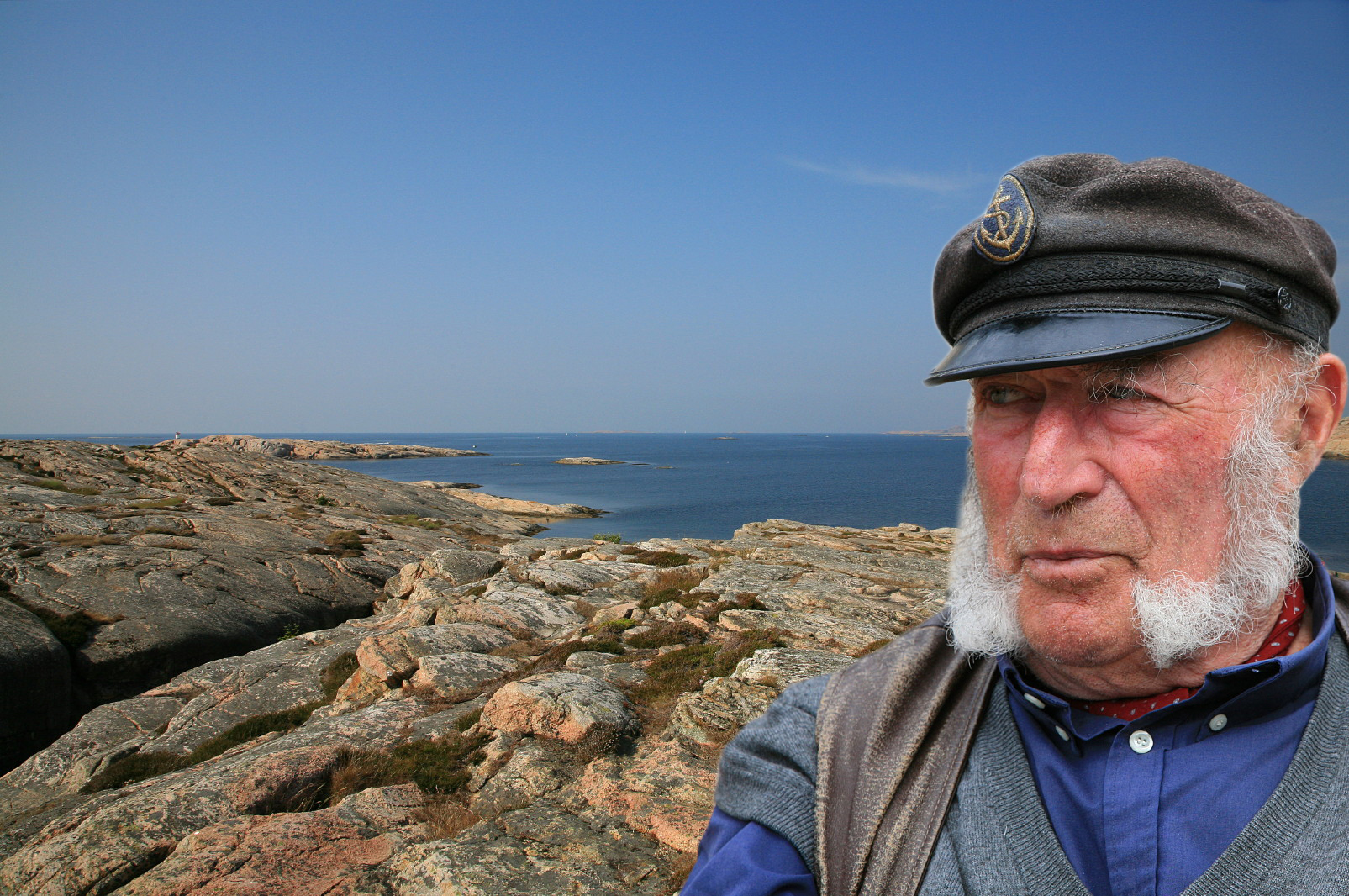
Kosterfiskare
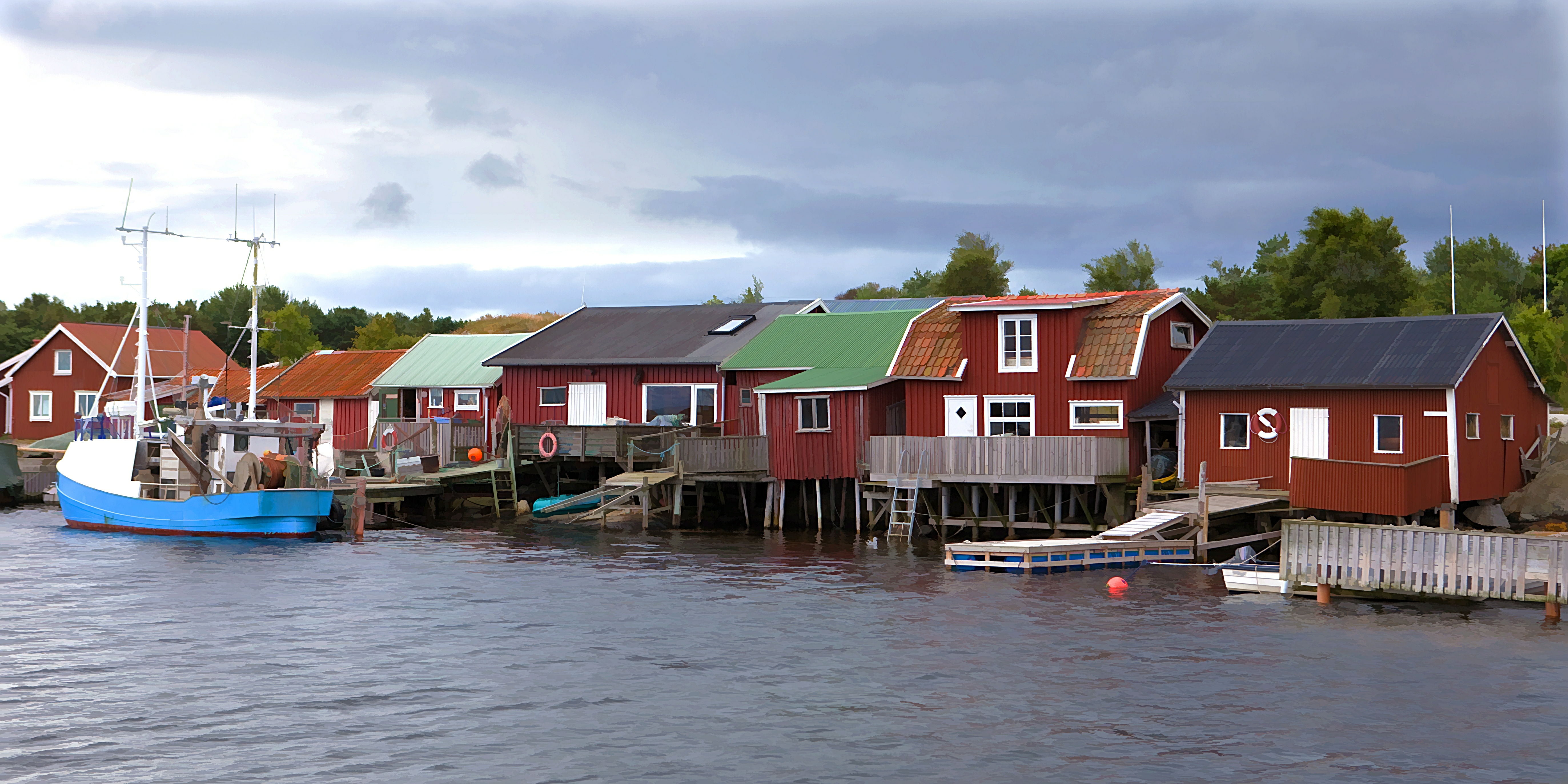
Sjöbodar
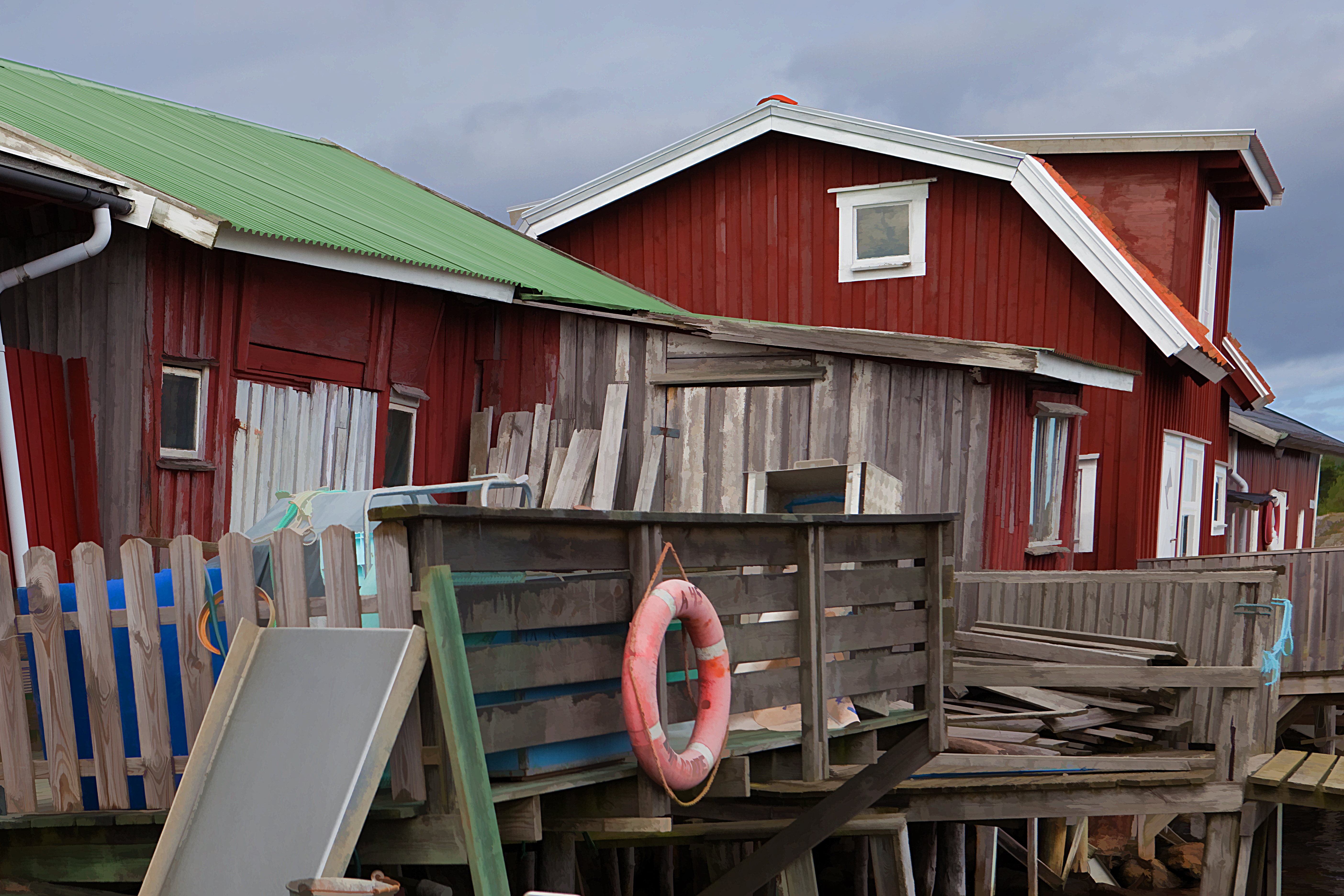
Sjöbodar
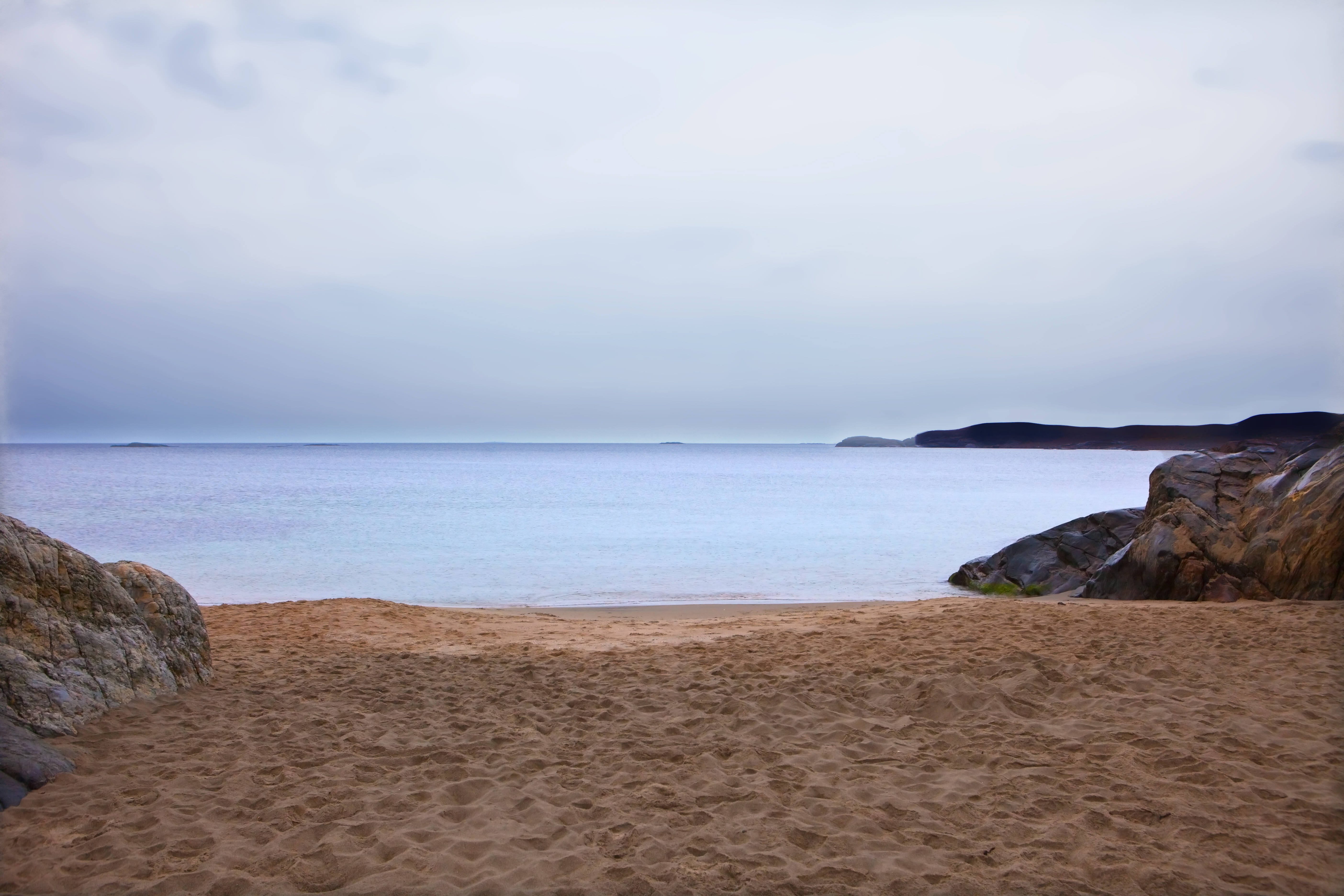
Björnsängen, den nordligaste stranden
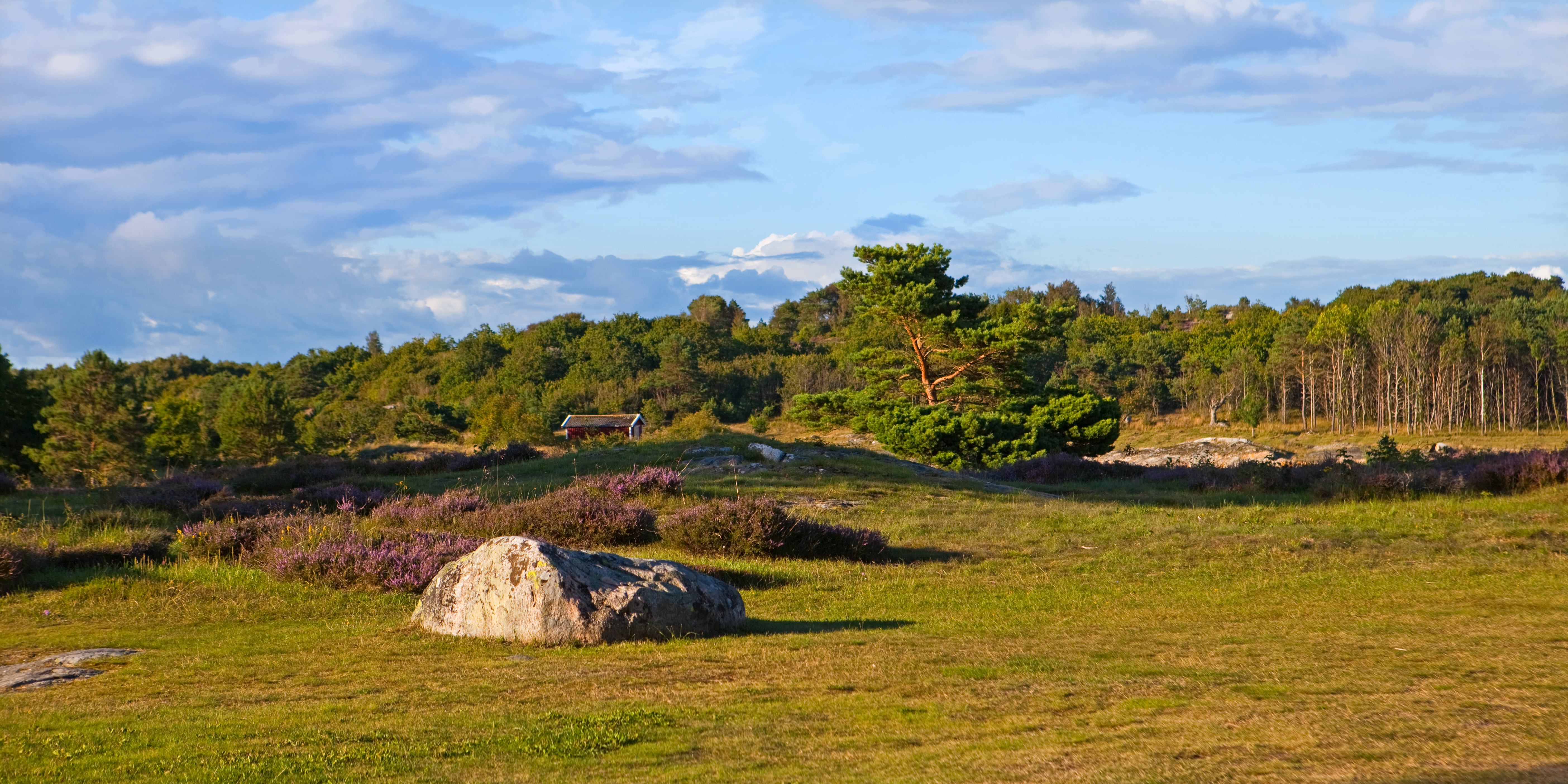
Koster inlandsterräng
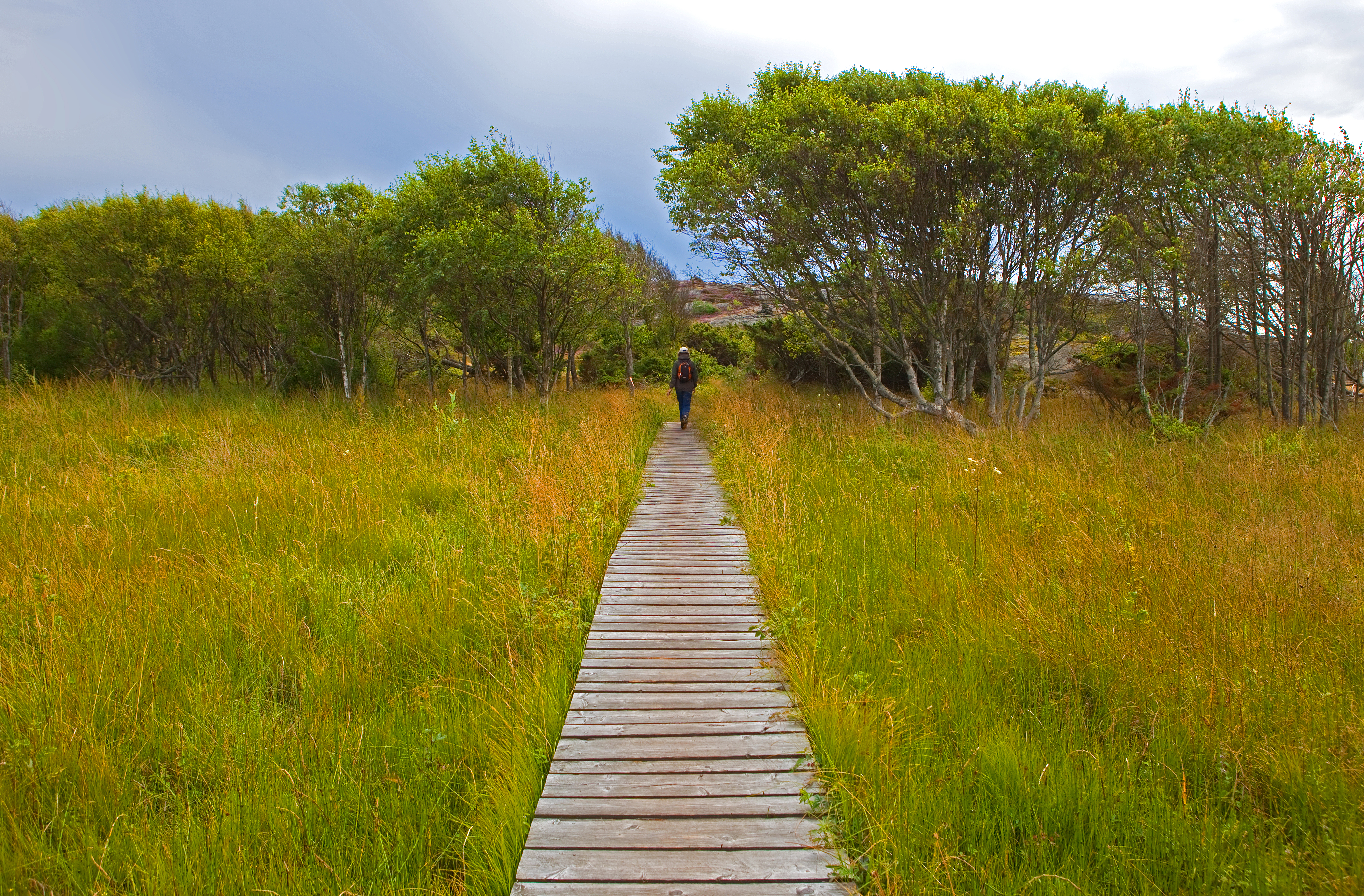
Koster strandterräng